# Vlag van Étalle
De vlag van Étalle is op onbekende datum bij raadsbesluit vastgesteld als de vlag van de gemeente Étalle in de Belgische provincie Luxemburg. De vlag kan als volgt worden beschreven:
Vijf horizontale wit-rood-wit-rood-witte banen. De witte banen zijn belast met zes klokken van blauwe vair.
De vlag komt overeen met het vlagontwerp van de Raad van Heraldiek en Vexillologie (Frans: Conseil d’héraldique et de vexillologie). De vlag is volledig gebaseerd op het gemeentewapen en ziet er dus helemaal hetzelfde uit.